# Mafinga Hills
Mafinga Hills – pasmo górskie na płaskowyżu, w południowo-wschodniej Afryce. Leży na terenie dwóch państw: Zambii i Malawi. Najwyższy szczyt pasma, Mafinga (Mafinga Central), osiąga wysokość około 2339 m i leży w Zambii. Jest najwyższym szczytem tego państwa. Swoje źródła ma tu rzeka Luangwa, jedna z największych rzek Zambii.